# Dendrocoris parapini
Dendrocoris parapini är en insektsart som beskrevs av Nelson 1957. Dendrocoris parapini ingår i släktet Dendrocoris och familjen bärfisar. Inga underarter finns listade i Catalogue of Life.